# AN/SLQ-32

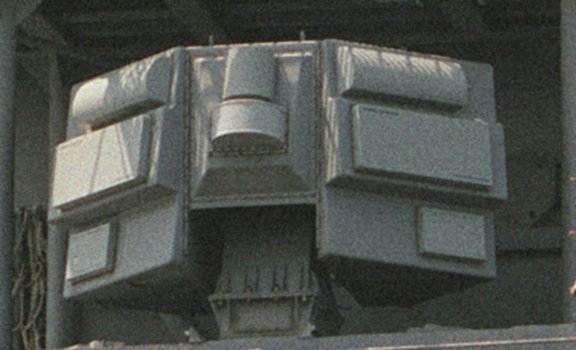
Eine AN/SLQ-32(V)3-Antenne

Bei dem AN/SLQ-32 (JETDS-Bezeichnung) handelt es sich um ein schiffgestütztes System zur Elektronischen Kampfführung. Es wird von dem US-Unternehmen Raytheon produziert und wird auf einer Vielzahl von amerikanischen Kriegsschiffen eingesetzt.

## Entwicklung
Die Entwicklung des AN/SLQ-32 war eine Reaktion auf die Versenkung des israelischen Zerstörers Eilat durch einen Seezielflugkörper vom Typ SS-N-2 Styx während des Abnutzungskriegs im Jahr 1967. Man erkannte, dass ein völlig ungeschütztes Schiff wie die Eilat höchst verwundbar gegenüber einem Angriff mit Seezielflugkörpern war. Weitere Analysen ergaben, dass die vorhandenen Systeme AN/WLR-1 und AN/ULQ-6 keinen ausreichenden Schutz mehr boten. So wurde die Entwicklung des Systems 1972 von der US Navy autorisiert. 1977 wurde dann Raytheon mit der Produktion des AN/SLQ-32(V) betraut. Die letzten Tests fanden anschließend im Juli 1977 an Bord der USS Oliver Hazard Perry statt. Um mit der fortschreitenden Entwicklung schrittzuhalten, wurden alle Systeme ab 1987 im Rahmen des „Electronic Warfare Improvement Program“ (EWIP) umfangreich leistungsgesteigert. Dieses Upgrade macht das SLQ-32 zu einem integralen Bestandteil des Ship Self Defense System und wurde als AN/SLQ-32A bezeichnet. Auch die Computersysteme wurden fortlaufend modernisiert, wobei das letzte große Software-Update 1998 durchgeführt wurde.

## Technik

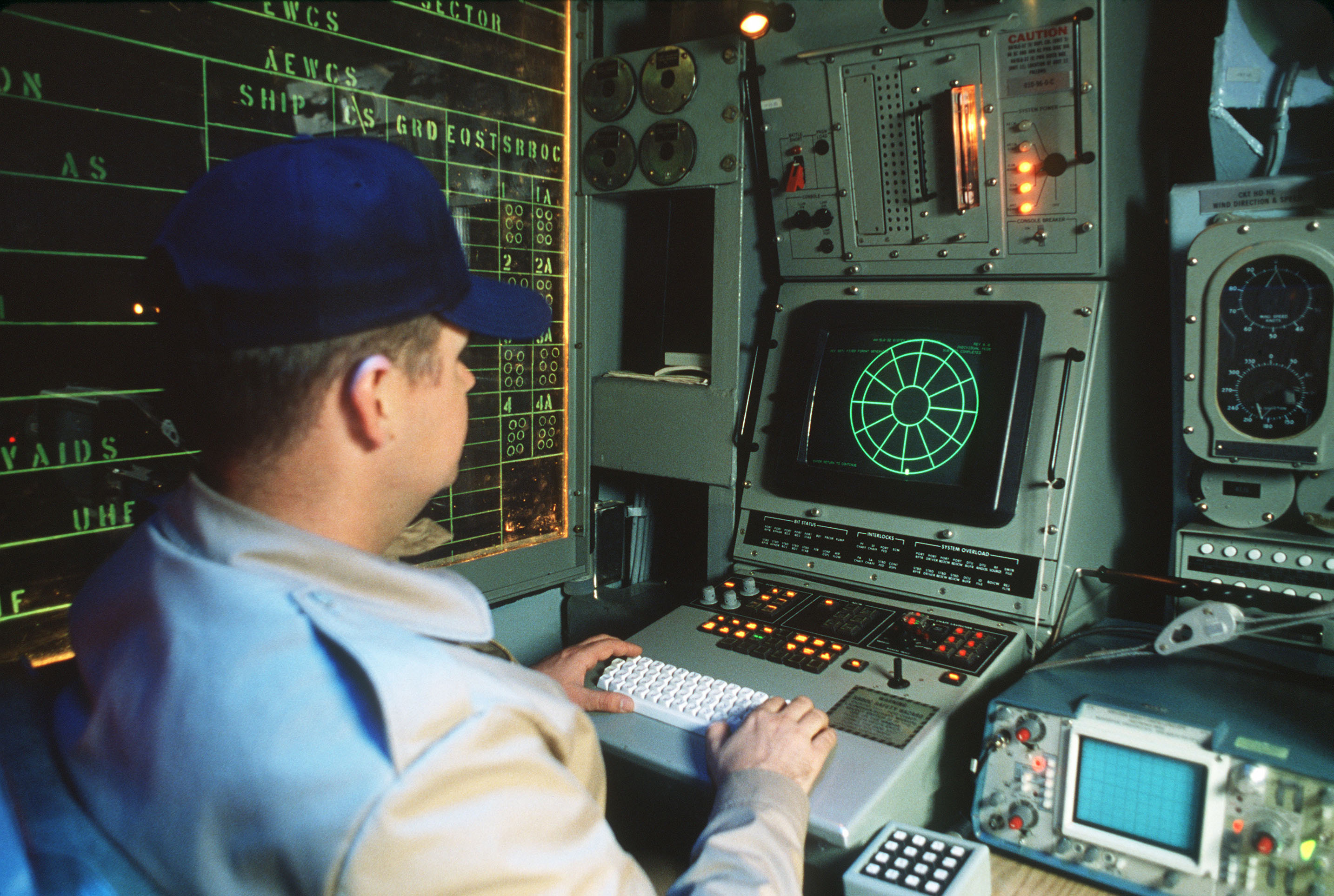
Bedienterminal an Bord der Iowa

Geplant war das SLQ-32 als einfaches Warn- und Klassifizierungs-System. Dazu wurden mehrere Empfangseinheiten auf dem Schiff verteilt, um eine 360°-Abdeckung zu gewährleisten. Wenn das System eine aktive Radarquelle entdeckt, wird diese klassifiziert und mit weiteren Daten auf dem Bildschirm des Bedienterminals angezeigt. Parallel können auch SRBOC-Gegenmaßnahmen ausgelöst sowie CIWS-Systeme mit Zieldaten versorgt werden.
Seit der (V)3-Variante können auch elektronische Gegenmaßnahmen durchgeführt werden. Die entsprechenden Transmitter verfügen alle über eine eigene Wanderfeldröhre (engl. „TWT“) mit einer relativ geringen Sendeleistung. Pro 90°-Sektor werden 32 individuelle Signalkeulen erzeugt, die zusammen eine Abstrahlleistung von bis zu 1 MW erreichen. Das System verfügt über vielfältige Betriebsmodi (Continuous wave, Impuls, Spoofing etc.), um auch auf moderne Bedrohungen mit hohen ECCM-Kapazitäten effektiv reagieren zu können. Es können parallel bis zu 75 Radaremitter jeden Typs mit individuellen Techniken gestört werden.

## Varianten
- AN/SLQ-32(V)1: Bietet Warnung, Erkennung und Verfolgung von anfliegenden, radargesteuerten Seezielflugkörpern. Überwachung im Bereich 8–20 GHz.
- AN/SLQ-32(V)2: Bei dieser Variante wurde SIGINT-Eigenschaften hinzugefügt, so dass nun die Zielradare feindlicher Schiffe erfasst und identifiziert werden können, bevor sie ihre Lenkwaffen abfeuern. Auch wurde der Frequenzbereich vergrößert (1–20 GHz).
- AN/SLQ-32(V)3: Diese Version bietet eine Vielzahl an elektronischen Gegenmaßnahmen im Frequenzbereich 8–20 GHz.
- AN/SLQ-32(V)4: Hierbei handelt es sich um ein angepasstes System für Flugzeugträger (es werden zwei Systeme im Verbund eingesetzt). Die maximale Abstrahlleistung beträgt ca. 1 MW.
- AN/SLQ-32(V)5: Aufgerüstete Version, die Schiffe, welche ursprünglich die (V)2-Variante einsetzen, mit elektronischen Gegenmaßnahmen ausrüstet.
- AN/SLQ-32(V)6: Kombiniert die Upgrades bis SEWIP Block 2 in einem zusammenhängenden System, welches über erheblich gesteigerte Fähigkeiten bei der passiven SIGINT-Aufklärung und der Identifizierung von Emittern verfügt. Die Bainbridge erhielt 2016 das erste Serienmodell, bis Januar 2023 wurden etwa 130 Systeme ausgeliefert.
- AN/SLQ-32C(V)6: Verkleinerte Version der (V)6-Variante für Schiffe der Heritage-Klasse und die Littoral Combat Ships.
- AN/SLQ-32(V)7: Weiterentwicklung der (V)6-Variante mit neu entwickelten Systemen für aktive elektronische Gegenmaßnahmen. Statt konventionellen Antennen, welche die Störsignale über einen großen Bereich ausstrahlen, kommen nun 16 Breitband-AESAs zum Einsatz, welche die Störleistung erheblich gebündelter und zielgenauer auf feindliche Emitter ausrichten können. Darüber hinaus können auch mehrere Emitter aus verschiedenen Richtungen effektiv parallel gestört werden, da die Ausrichtung der Signale komplett elektronisch und fast verzögerungsfrei erfolgt. Die Pinckney erhält das erste Serienmodell, mit der Umrüstung wurde 2022 begonnen.

## Einsatz

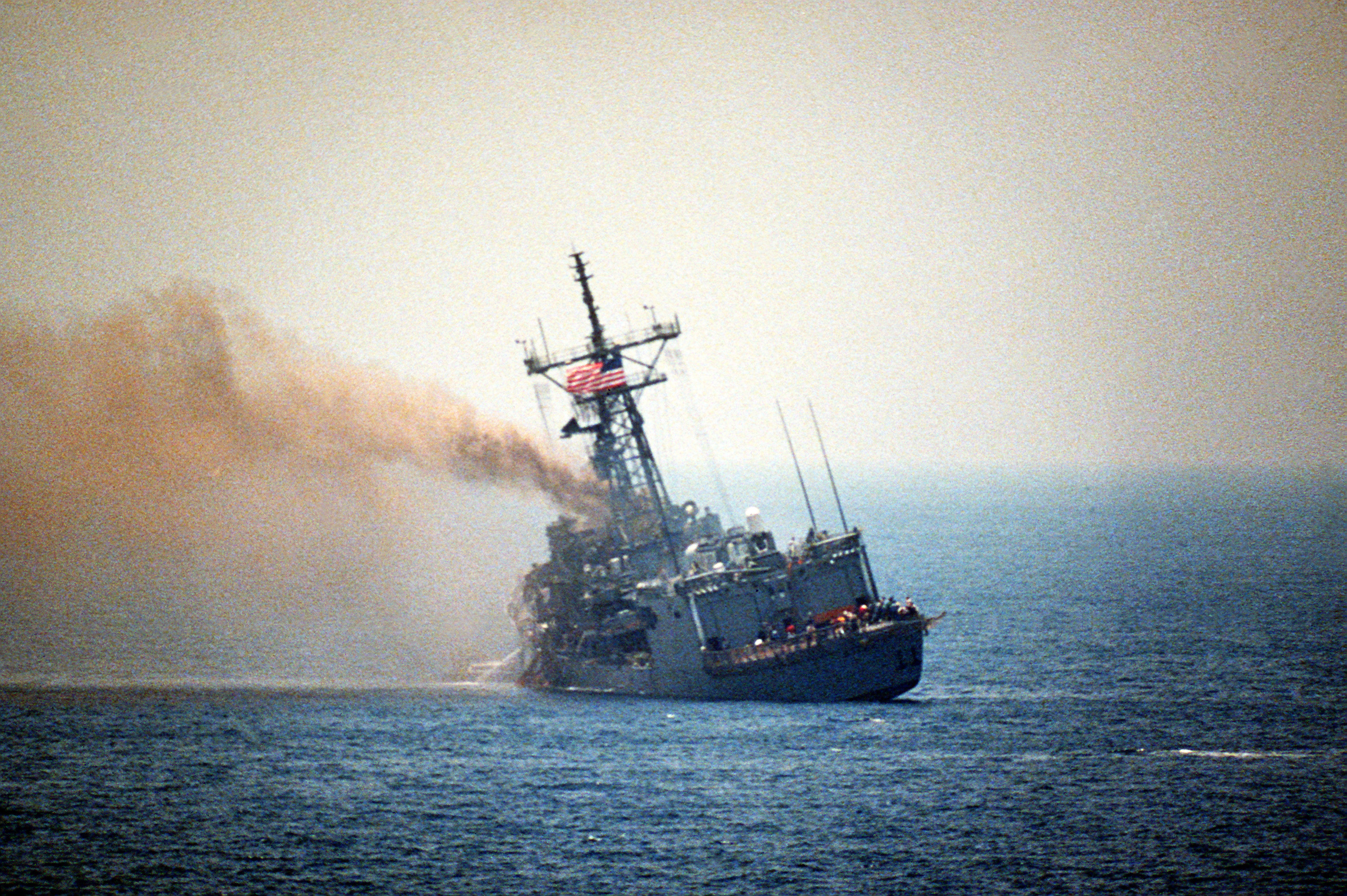
Die Stark unmittelbar nach den Treffern.

Da das SLQ-32 auf vielen amerikanischen Kriegsschiffen installiert ist, war es bei praktisch jedem Konflikt seit 1980 im Einsatz. Besonders bemerkenswert war jedoch ein Vorfall während der Operation Earnest Will im Persischen Golf 1987. Am 17. Mai feuerte eine irakische Mirage F-1 zwei Exocet-Seezielflugkörper auf die Fregatte Stark ab. Das integrierte AN/SLQ-32(V)2 konnte zwar den Angriff erfassen, verfügte jedoch nicht über elektronische Gegenmaßnahmen und so trafen beide Raketen das Schiff. Infolge dieses Zwischenfalls wurde das „Sidekick“-System entwickelt, welches Schiffe mit der (V)2-Variante mit aktiven elektronischen Gegenmaßnahmen ausrüstet. Diese Version wird als AN/SLQ-32(V)5 bezeichnet.

## Zukunft
Ursprünglich sollte das SLQ-32 durch das „Advanced Integrated Electronic Warfare System“ (AIEWS) abgelöst werden. Dieses System wurde als AN/SLY-2 bezeichnet und erreichte 1999 das Prototypenstadium. Allerdings wurde die Entwicklung und Finanzierung 2002 aufgrund von stark steigenden Kosten eingestellt. Aktuell arbeitet General Dynamics an einem umfangreichen Upgrade für die existierenden SLQ-32-Systeme, dem „Surface Electronic Warfare Improvement Program“ (SEWIP). Das Programm besteht aus mehreren Ausbaustufen („Blocks“): Block 1A modernisiert die Anzeigen und das Interface, Block 1B1 ersetzt einige veraltete Elektronikkomponenten, Block 1B2 und 1B3 ersetzen Teile der Empfängeranlage. Im März 2009 erteilte die US Navy den Auftrag, die Serienproduktion von Block 1B2 einzuleiten.

## Plattformen
Hinweis: Diese Liste basiert auf Daten aus dem Jahre 1998. Inzwischen wurden viele Schiffe, welche ursprünglich mit der (V)2-Variante ausgerüstet waren, auf den (V)3- oder (V)5-Standard modernisiert.
- AN/SLQ(V)1: Anchorage-Klasse, Harpers-Ferry-Klasse, Whidbey-Island-Klasse
- AN/SLQ(V)2: Arleigh-Burke-Klasse, Oliver-Hazard-Perry-Klasse, Spruance-Klasse
- AN/SLQ(V)3: Arleigh-Burke-Klasse, Iwo-Jima-Klasse, Kidd-Klasse, Sacramento-Klasse, Spruance-Klasse, Supply-Klasse, Tarawa-Klasse, Ticonderoga-Klasse, Wasp-Klasse
- AN/SLQ(V)4: Kitty-Hawk-Klasse, Nimitz-Klasse, Enterprise
- AN/SLQ(V)5: Oliver-Hazard-Perry-Klasse